# Коронація в Сербії

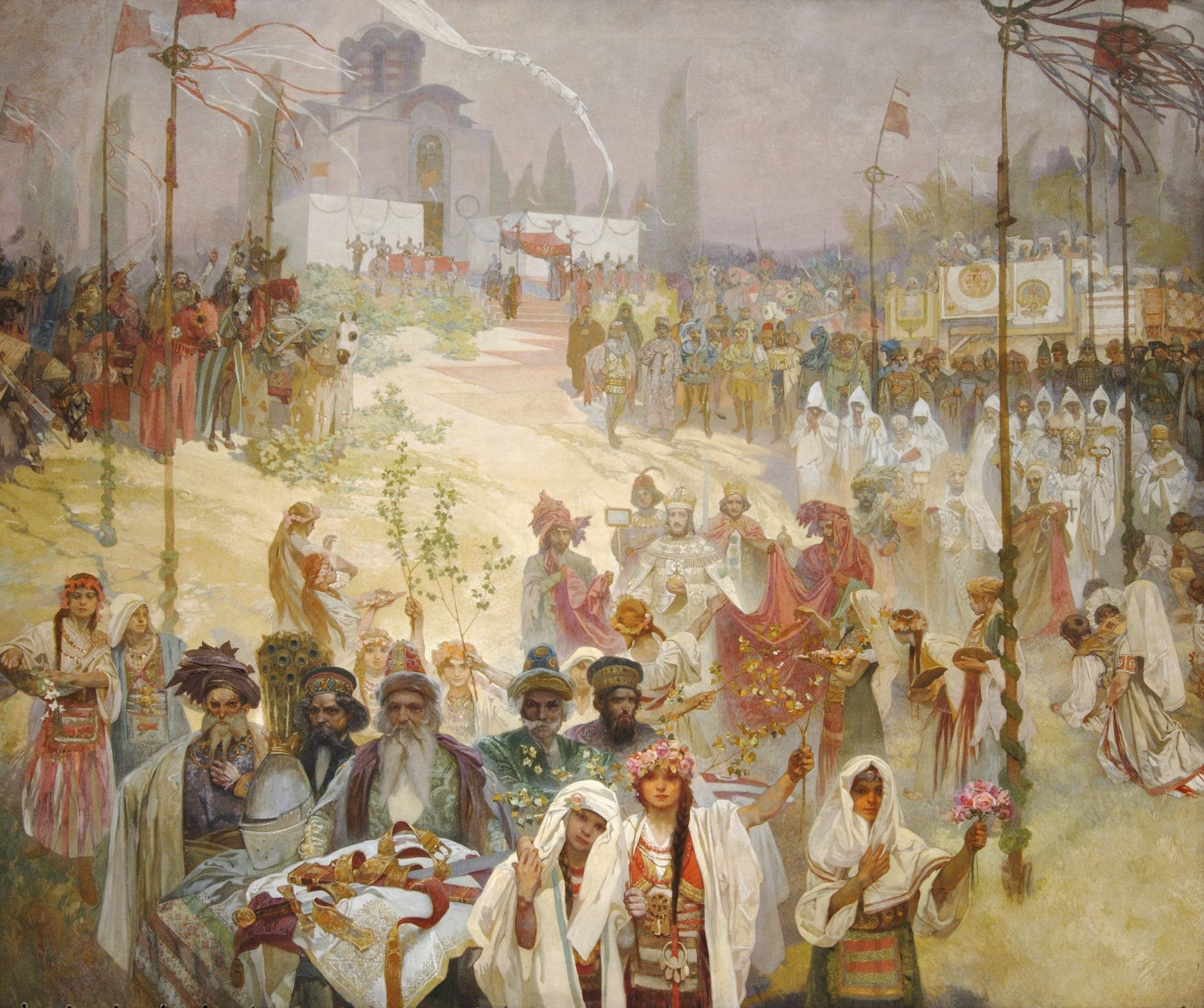
Коронація Стефана Уроша IV Душана

Коронація в Сербії — церемонія коронації, яка узаконювала та супроводжувала процедуру вступ на престол нового монарха Сербського королівства. Коронацію здійснювали церковні першосвященники.

## Історія
Церемонія коронації нового правителя (королівська інтронізація) формується в XII столітті. Коронація сербських монархів відбулася в найшанованіших церквах країни.
Коронація Великих князів Сербії та першого короля, ймовірно, проводилася в церкві Св. Петра і Павла в місті Рас. Хоча спочатку монархи Сербії перебували під впливом Папи Римського, наступники Стефана Неманича перейшли під церковний омофор Константинополя, а також перейняли візантійські традиції, в тому числі обряди помазання та коронації монарха.

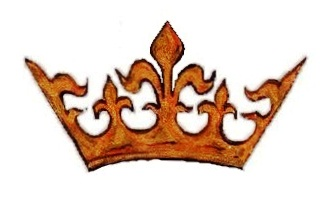
Геральдична сербська корона

Церковний першосвященник (архієпископ, патріарх) помазував і коронував правителя під час урочистої церемонії. Під час якої відбувалась також Служба Божа й спеціальна молитва архієрея, що символізували процес, коли під час акту коронування, Божа благодать сходить на правителя.
Перший король Сербії Стефан II (1196—1228), син Великого князя Стефана I, був увінчаний короною, надісланою Папою Римським Гонорієм III у 1217 р. За твердженням історика Джона ван Антверп Файна, його коронував папський легат в церкві Св. Петра й Павла, Рас.
Стефана вдруге коронував у православній традиції архієпископ Сава, його брат. У своїй грамоті до монастиря Жича, датованої бл. 1224 р. король Стефан постановив коронувати в цьому монастирі всіх майбутніх королів. Сучасники та історики називали його «Першовінчаним королем».
У XX ст. єдина сучасна коронація короля Сербії відбулася в 1904 році, коли король Петро I був коронований у східно-православній християнській традиції на урочистій церемонії в Соборі Воїнства святих Архангелів у Белграді.
Після Першої світової війни Сербія стала частиною нової держави Югославія, але король Петро I не проводив другої коронації. Жоден з двох його наступників: югославські монархи Олександра I та Петра II не були короновані. Це було пов'язано з релігійною різноманітністю нової держави.

## Королівські клейноди

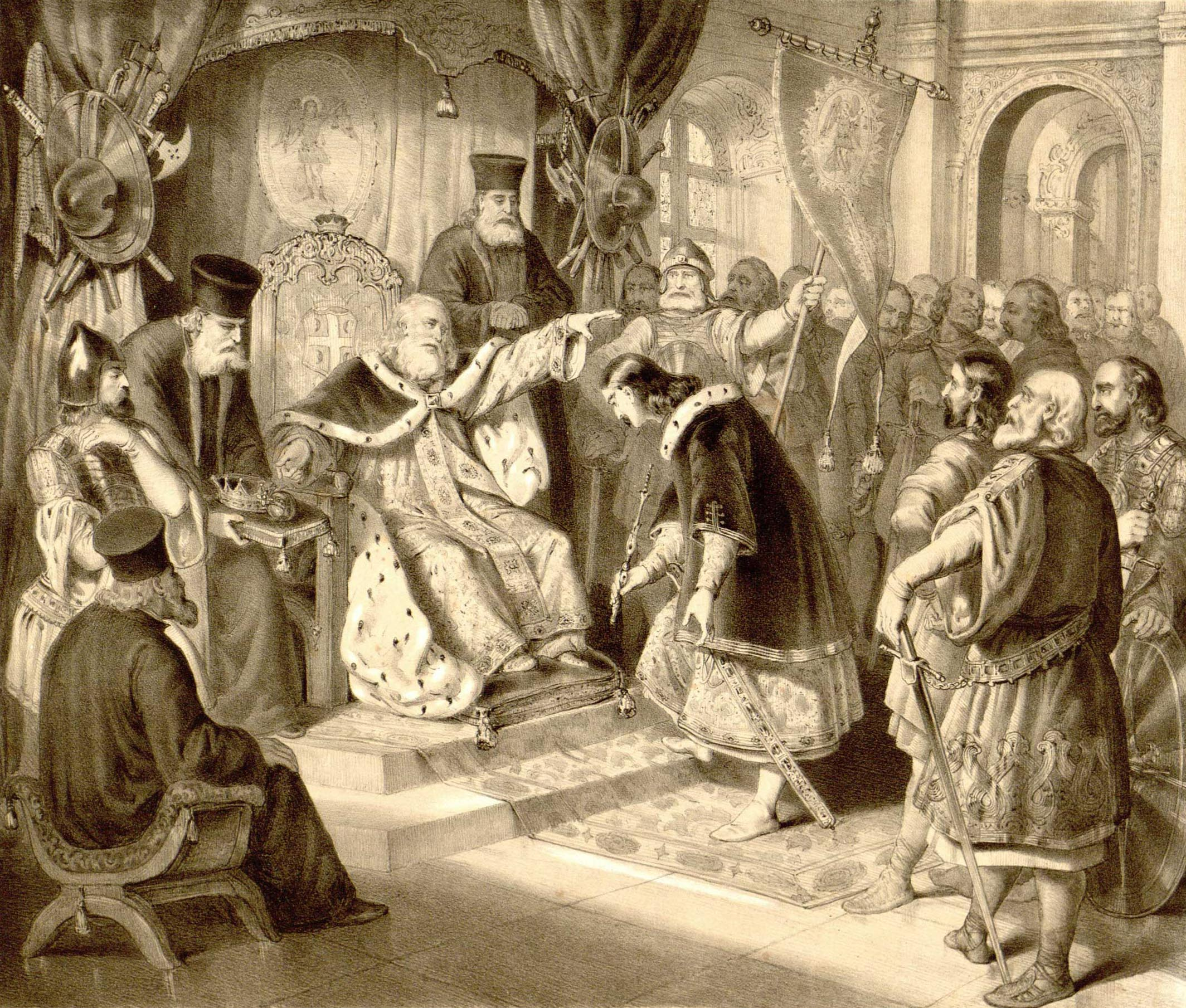
Коронація Стефана II

Корону короля Стефана назвали «святим вінцем». Пізніше королівську корону стали називати «богодарований вінець Сербського королівства» (bogodarovani venac kraljevstva srpskog).
Сучасні сербські королівські клейноди були створені в Парижі відомими ювелірами братами Фаліз в 1904 році, спеціально для коронації короля Петра I і складалися з королівської корони, кулі, скіпетра, мантії та пряжки мантії. Корона, відома як «корона Карагеоргійовича», була частково зроблена з гармати, якою Карагеоргій користувався під час Першого сербського повстання, і була прикрашена такими деталями, як сербський орел і сербський хрест.
Корона, скіпетр та куля були прикрашені дорогоцінними каменями, видобутими в Сербії та емальованими сербськими національними кольорами (червоним, синім та білим). Мантія була зроблена з фіолетового оксамиту, вишита золотом і підбита горностаєм.
Сакральність та суверенність сербського престолу часто підкреслюється в середньовічних історичних джерелах. Трон та корона були найважливішими королівськими знаками влади в Середні віки.

## Список королів
Список сербських королів та дати їх правління.
- Стефан (1217—1228)
- Стефан Радослав (1228—1233)
- Стефан Владислав (1234—1243)
- Стефан Урош I (1243—1276)
- Стефан Драгутин (1276—1282)
- Стефан Урош II (1282—1321)
- Стефан Костянтин (1321—1322)
- Стефан Дечанський (1322—1331)
- Стефан Душан (1331—1355)
- Стефан Урош V (1355—1371).

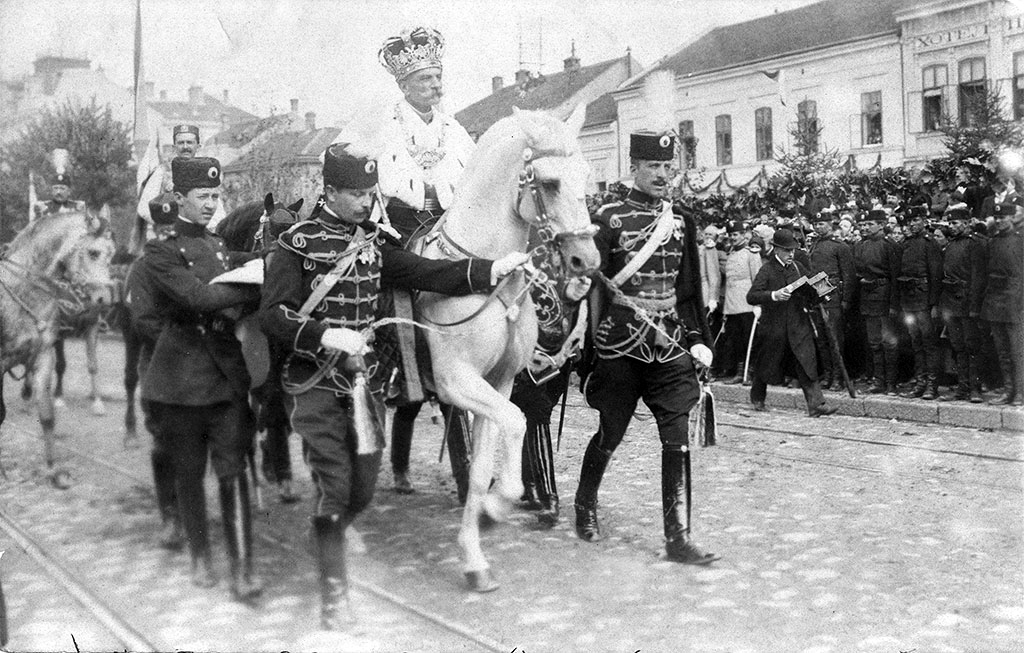
Коронація Петра І

- Петро I (1903—1921), коронований у Михайлівському соборі в Белграді 21 вересня 1904 р.